# Équipe de Roumanie masculine de volley-ball
Cet article traite de l'équipe masculine. Pour l'équipe féminine, voir Équipe de Roumanie féminine de volley-ball.
L'équipe de Roumanie de volley-ball est composée des meilleurs joueurs roumains sélectionnés par la Fédération roumaine de volley-ball (Federatia romana de volei, FRV). Elle est actuellement classée au 40e rang de la Fédération internationale de volley-ball au 21 juillet 2014.

## Sélectionneurs
- 1956-1957 :  Nicolae Sotir
- 1959-1960 :  Nicolae Sotir
- 1962-1964 :  Nicolae Sotir
- 1964-1969 :  Sebastian Mihăilescu
- 1970-1974 :  Nicolae Sotir
- 1978-1982 :  Nicolae Sotir
- 2004-2005 :  Dănuț Pascu
- 2007-2008 :  Gheorghe Crețu
- 2008-2012 :  Stelian Moculescu
- 2014-2021 :  Dănuț Pascu
- 2021- :  Sergiu Stancu

### Sélection actuelle (2023)
Joueurs sélectionnés pour le Championnat d'Europe 2023:
| No                                        | Nom                                       | Date de naissance                         | Taille | Poids | Poste                        | Club                         |
| ----------------------------------------- | ----------------------------------------- | ----------------------------------------- | ------ | ----- | ---------------------------- | ---------------------------- |
| 1                                         | Bela Bartha                               | 19 octobre 2000                           | 201    | 105   | Central                      | Dinamo Bucarest              |
| 2                                         | Mircea Peța                               | 2 avril 1994                              | 190    | 77    | Réceptionneur-attaquant      | Steaua Bucarest              |
| 3                                         | Filip Constantin                          | 23 octobre 1997                           | 190    | 77    | Passeur                      | Rapid Bucarest               |
| 4                                         | Sergio Diaconescu                         | 28 juillet 1996                           | 190    | 82    | Libero                       | SCM Craiova                  |
| 5                                         | Daniel Chiţigoi                           | 10 mars 2005                              | 203    | 89    | Réceptionneur-attaquant      | ZAKSA Kędzierzyn-Koźle       |
| 6                                         | Claudiu Dumitru                           | 29 mars 1995                              | 191    | 70    | Passeur                      | Steaua Bucarest              |
| 7                                         | Rareș Bălean                              | 8 juillet 1997                            | 197    | 87    | Réceptionneur-attaquant      | Dinamo Bucarest              |
| 9                                         | Adrian Aciobăniţei                        | 24 août 1997                              | 194    | 78    | Réceptionneur-attaquant      | Skra Bełchatów               |
| 11                                        | Carol Kosinski                            | 29 septembre 2003                         | 177    | 57    | Libero                       | Rapid Bucarest               |
| 12                                        | Marian Bala                               | 12 mars 1990                              | 190    | 77    | Réceptionneur-attaquant      | Arcada Galați                |
| 13                                        | Alexandru Rață                            | 11 juillet 2000                           | 193    | 68    | Attaquant                    | Tectum Achel                 |
| 15                                        | Andrei Butnaru                            | 9 février 1998                            | 208    | 97    | Central                      | Arcada Galați                |
| 19                                        | Robert Călin                              | 1er septembre 2000                        | 200    | 71    | Central                      | SCM Craiova                  |
| 22                                        | Ștefan Lupu                               | 28 mai 1994                               | 198    | 93    | Central                      | Corona Brașov                |
|                                           |                                           |                                           |        |       |                              |                              |
| Encadrement technique                     | Encadrement technique                     |                                           |        |       | Légende                      | Légende                      |
| Entraîneur : Sergiu Stancu                | Entraîneur : Sergiu Stancu                | Entraîneur : Sergiu Stancu                |        |       | : Capitaine                  | : Capitaine                  |
| Entraîneur(s) adjoint(s) : Răzvan Parpală | Entraîneur(s) adjoint(s) : Răzvan Parpală | Entraîneur(s) adjoint(s) : Răzvan Parpală |        |       | : Joueur blessé actuellement | : Joueur blessé actuellement |

## Palmarès et parcours

### Palmarès
- Jeux Olympiques
  - Troisième : 1980
- Championnat du monde
  - Finaliste : 1956, 1966
  - Troisième : 1960, 1962
- Championnat d'Europe (1)
  - Vainqueur : 1963
  - Finaliste : 1955, 1958
  - Troisième : 1971, 1977
- Ligue européenne 
  - Quatrième : 2010, 2011

### Parcours

#### Jeux Olympiques
| - 1964 : 4e - 1968 : Non qualifié - 1972 : 5e - 1976 : Non qualifié - 1980 : 3e - 1984 : Non qualifié - 1988 : Non participant - 1992 : Non participant - 1996 : Non participant - 2000 : Non participant |  | - 2004 : Non participant - 2008 : Non participant - 2012 : Non participant - 2016 : Non participant - 2020 : Non participant |

#### Championnats du monde
| - 1949 : 5e - 1952 : 4e - 1956 : 2e - 1960 : 3e - 1962 : 3e - 1966 : 2e - 1970 : 7e - 1974 : 6e - 1978 : 13e - 1982 : 15e |  | - 1986 : Non qualifié - 1990 : Non qualifié - 1994 : Non qualifié - 1998 : Non qualifié - 2002 : Non qualifié - 2006 : Non qualifié - 2010 : Non qualifié - 2014 : Non qualifié - 2018 : Non qualifié - 2022 : Non qualifié |

#### Championnat d'Europe
| - 1948 : Non qualifié - 1950 : 5e - 1951 : 4e - 1955 : 2e - 1958 : 2e - 1963 : Vainqueur - 1967 : 5e - 1971 : 3e - 1975 : 4e - 1977 : 3e - 1979 : 7e - 1981 : 5e |  | - 1983 : 8e - 1985 : 8e - 1987 : 10e - 1989 : 12e - 1991 : Non qualifié - 1993 : Non qualifié - 1995 : 9e - 1997 : Non qualifié - 1999 : Non qualifié - 2001 : Non qualifié - 2003 : Non qualifié - 2005 : Non qualifié |  | - 2007 : Non qualifié - 2009 : Non qualifié - 2011 : Non qualifié - 2013 : Non qualifié - 2015 : Non qualifié - 2017 : Non qualifié - 2019 : 21e - 2021 : Non qualifié - 2023 : 7e |

#### Ligue européenne
| - 2004 : Non participant - 2005 : Non participant - 2006 : Non participant - 2007 : 7e - 2008 : Non participant - 2009 : 10e - 2010 : 4e - 2011 : 4e - 2012 : 9e - 2013 : Non participant | - 2014 : 5e - 2015 : 11e - 2016 : Non participant - 2017 : Non participant - 2018 : Non participant - 2019 : Non participant - 2021 : 5e - 2022 : Non participant - 2023 : 9e |

#### Coupe du monde
| - 1965 : 6e - 1969 : 7e - 1977 : Non qualifié - 1981 : Non qualifié - 1985 : Non qualifié - 1989 : Non qualifié - 1991 : Non qualifié - 1995 : Non qualifié - 1999 : Non qualifié - 2003 : Non qualifié |  | - 2007 : Non qualifié - 2011 : Non qualifié - 2015 : Non qualifié |